# Arvin Sloane
Arvin Sloane nació el 31 de octubre de 1950 en Brooklyn, Nueva York, es el director del SD-6, una célula terrorista con base de operaciones en Los Ángeles. Arvin Sloane es un personaje de ficción interpretado por el actor estadounidense de teatro, cine y televisión Ron Rifkin en la serie Alias.

## Biografía
Arvin Sloane es el frío y calculador director del SD-6, dirige sus operaciones haciéndose pasar por una rama secreta de la CIA. El realidad trabaja para una organización criminal que controla las 12 células SD denominada la Alianza de los Doce. Sloane ha sido porpuesto para pasar a formar parte como miembro de todo derecho de la Alianza.
Sloane estuvo casado a su esposa, Emily Sloane, durante más de 30 años. No existen datos sobre su vida antes de su matrimonio. Al poco tiempo de casarse fue reclutado por la CIA pasando a formar parte del Cuerpo de Ingenieros Ejército de los Estados Unidos, que es donde conoció y encontró los primeros trabajos de Rambaldi. Al principio, la obra de Rambaldi no le llamó mucho la atención, pero esto cambiaría después de la trágica muerte su hija al nacer, Jacquelyn. Sacudido con la pena, Sloane encontró algunas páginas de Rambaldi que había dejado olvidadas en un cajón de escritorio. Repasando las páginas, Sloane fue atrapado por las posibilidades que él vio en esas páginas. Este interés rápidamente se convertiría en una obsesión por la obra Rambaldi.
Poco tiempo después, Sloane tuvo un affair con la esposa de Jack Bristow, Laura. Producto de este encuentro tuvo lugar el nacimiento de una niño quien sería conocida como Nadia Santos. No se sabe con certeza la fecha de nacimiento de Nadia. Sydney Bristow nació en 1975. Irina dio a luz a Nadia en una prisión rusa después de que abandonase a Jack y a Sydney fingiendo su propia muerte. Sydney tenía seis años cuando Irina fingió su muerte a finales de 1981, lo que significa que Nadia debe haber nacido en 1982. Las fechas no pueden ser contrastadas. Independientemente de la fecha exacta, Jack no supo nada de este asunto durante más de dos décadas. Después de la "evidente" muerte de Irina, Jack fue puesto bajo custodia federal quedándose Sloane y Emily al cuidado de Sydney. 
Sloane y junto con otros agentes de CIA rompieron sus lazos con la agencia para unirse a la Alianza de los Doce. Sloane fue nombrado director de una de sus células con sede en Los Ángeles denominada SD-6. Cuando Sydney tenía 19 años estudiaba Literatura en la Universidad, Sloane la reclutó para el SD-6, pensando ella que se unía a una división secreta de la CIA.
En la primera temporada de la serie se sabe que Emily sufría cáncer en estado muy avanzado. Emily supo que su marido nunca había abandonado realmente el mundo de inteligencia. Emily le comentó a Sydney que ella conocía la existencia del SD-6 (aunque ella al parecer creía que estaba afiliado con la CIA). Conforme a protocolos de seguridad, Sydney estaba en la obligación de denunciarla ante la sección de seguridad del SD-6 pero no lo hizo. Aunque el SD-6 lo averiguó de todos modos puesto que tenía cámaras y micrófonos de escucha instalados en la clínica y ordenan a Arvin que proceda según el protocolo y mate a su esposa. Arvin suplica un indulto ante los miembros del consejo de la Alianza, alegando que su cáncer pronto la matará de todos modos, la Alianza conceden su petición. Increíblemente, el cáncer de Emily remite y comienza a mejorar por lo que la Alianza exige a Arvin que cumpla con el protocolo. Como condición a Sloane ya que estaba siendo promovido para pasar a ser un miembro de pleno derecho de la Alianza le ordenaron matar a su esposa. En cambio, a lo largo del final de primera temporada y el principio de segunda, Arvin prepara un complicado esquema para fingir su muerte y esconde a Emily en una isla aislada. Allí, él le confiesa la naturaleza verdadera de SD-6. Aunque al principio horrorizada, el amor de Emily por Arvin la conduce a perdonarle y ellos permanecen juntos.
Sloane ayuda a provocar la caída de la Alianza y del SD-6, se alía con Julian Sark y con Irina Derevko y continua su búsqueda de los artefactos Rambaldi. Sloane (ahora un terrorista internacionalmente buscado) le dice a Emily que ahora son "libres" y la conduce a creer que finalmente ha olvidado su obsesión por Rambaldi quedando todo atrás. Emily y Arvin se trasladan a una finca en la Toscana. Emily descubre que Irina, quien ella conocía sólo como Laura Bristow y pensaba que estaba muerta, estaba viva, y que una criminal que estaba trabajando con su marido. Arvin le dice que confíe en él y que todo lo que hace es por ella, para poder estar juntos y ser felices para siempre.
Desesperada, Emily va al consulado americano en Florencia, anuncia que ella es la esposa de Sloane y que solo hablará con Sydney. Sydney contacta con Emily, quien le dice que ella no será la excusa para los crímenes de Arvin. Ella se ofrece para ayudar a capturar a Arvin, pero exige una garantía por escrito de que Arvin no será condenado a la muerte.
La CIA acepta el trato y le entregan a Emily una copia firmada. Emily vuelve a la Toscana con un micro bajo la ropa. Sin el conocimiento de Emily, Arvin hace un trato con Irina para venderle todo su activo, contactos y artefactos Rambaldi. Cuando Emily está en la cocina y tras mantener una dura conversación con Arvin no puede más, y le muestra el micro oculto bajo su ropa pidiéndole a Arvin que la perdone y que huya, Arvin le dice que no hay nada que perdonar, que la quiere y que huya con él, en el último momento Emily acepta y se marcha con Arvin. Lamentablemente, durante el Asalto de la CIA sobre la villa, Emily es accidentalmente alcanzada por un disparo producido por Marcus Dixon quien erró el tiro, produciéndole la muerte. Como venganza, Sloane más tarde asesinaría a la esposa de Dixon en una explosión de un coche bomba.
Entre la segunda y tercera temporada, Sloane dio un giró en su vida cuando se entregó al gobierno estadounidense consiguiendo el perdón, a cambio, Sloane ayudó a desmantelar más de una docena de células terrorista alrededor del mundo. Sloane se instaló en Zúrich, Suiza, fundando una organización humanitaria llamada Omnifam, al parecer Sloane se volvió un filántropo, a causa de que cuando la obra de Rambaldi estuvo completa solo produjo en mensaje, la palabra "paz". Sloane todavía colabora cona la CIA utilizando sus antiguos contactos para intentar desarticulas una nueva organización terrorista denominada El Pacto.
De hecho, además de la palabra "paz", el dispositivo de Rambaldi imprimió también el modelo de ADN de una persona llamada "el Pasajero". Sloane determinó que el Pasajero era su hija en común con Irina Derevko, una mujer llamada Nadia Santos quien era un agente de inteligencia argentina. Sloane la secuestra y le inyecta con un líquido verde " el fluido de Rambaldi" que la hace ser el conducto y nexo de unión con Rambaldi. Nadia genera una ecuación algebraica compleja que se traduce en una longitud y latitud que determina la situación de un artefacto de Rambaldi, la Esfera de Vida. Sloane y Nadia formaron un equipo para recuperar la Esfera, pero Nadia abandonó a su padre cuando se dio cuenta de que su obsesión Rambaldi se había convertido en locura; ella volvió a Argentina.
Sloane consigue el perdón otra vez y es reclutado por la CIA para dirigir una nueva división negra con mucha semejanza con el SD-6, Sólo Personal Autorizado (APO). La primera tarea de Sloane era escoger cuidadosamente a los agentes que formarían APO, escogiendo a Sydney, Jack, Dixon y Vaughn. Más tarde se unieron Nadia, Flinkman y Weiss.

## Expediente clasificado
ARVIN SLOANE
- ID-CLASS: 30408-00811
- PERFIL: SLOANE, ARVIN.
- CASOS ARCHIVADOS:MOSCÚ-E640, TAIWÁN-E630, BRASILIA-E651, MADRID-E645, BERLÍN-E647, VIRGINIA-E641, MARRUECOS-E650
- LUGAR DE NACIMIENTO: Brooklyn, NY, USA
- FECHA DE NACIMIENTO: 31/10/1950
- AFILIACION: CIA (Agencia Central de Inteligencia), La Alianza de los Doce, Rambaldi
- ALTURA: 176cm
- PESO: 79,3 kg
- ESPOSA: Emily Sloane.
- HIJA: Nadia Santos.
- ENTRENAMIENTO/HABILIDADES ESPECIALES: Manipulación, engaño, historia mundial y lingüística
- IDIOMAS: Inglés, Español, Francés, Ruso, Hebreo.
- EDUCACIÓN: Doctorado en Lingüística, Master en finanzas y económicas.
- EXPERIENCIA: Reclutado junto a Jack Bristow en 1970.
- FICHA PERSONAL: Su obsesión por Rambaldi lo motivó a cometer actos terroristas durante tres décadas. Todo comenzó 30 años antes cuando se alistó en el ejército del Cuerpo de Ingenieros, comenzando así un largo viaje con el fin de dar a conocer al mundo la visión personal que tenía de él Rambaldi. A lo largo de los años fue recopilando artefactos de Rambaldi justificando sus acciones cuando averiguó que él formaba parte de los planes de Rambaldi. Fingió la muerte de su esposa Emily Sloane en 2002 aunque falleció en 2003 a causa de un disparo errado por el agente de la CIA Marcus Dixon. Tuvo un affair con Irina Derevko y una relación con la Doctora de psiquiatra de la CIA Judy Barnett. El antiguo jefe SD-6, se entregó a la CIA, proporcionando información que fue usada para desarticular más de dos docenas de células terroristas. Afirmó haber zanjado su obsesión por Rambaldi y se dedicó a labores humanitarias constituyendo la empresa Omnifam, una organización de salud mundial con sede en Zúrich. Averiguó que tenía una hija con Irina Derevko, Nadia Santos, la cual hizo que se apartase del mundo Rambaldi. Posteriormente le fue encargada la misión de dirigir una unidad de operaciones especiales denominada APO.

- Datos: Q2722732